# بارش شهابی جباری
بارش شهابی جبّاری یکی از بارش‌های شهابی سالانه‌است که کانون بارش آن در صورت فلکی جبار به نظر می‌رسد. بارش شهابی جباری بارش خیلی مشهوری نیست امّا با این وجود جالب توجّه‌است. این بارش معمولاً هر سال از حدود روز ۱۰ ماه مهر تا حدود روز ۱۶ ماه آبان فعّال است و در حدود روز ۲۹ ماه مهر به اوج می‌رسد. سرعت میانگین شهاب‌های این بارش نسبت به کره زمین در اوقات اوج این بارش معمولاً حدود ۶۶٫۲ کیلومتر بر ثانیه‌است که نسبتاً زیاد به‌شمار می‌آید امّا شهاب‌های این بارش چندان روشن نیستند و در عوض از خود خاکستر بیش تری بر جا می‌گذارند. نرخ ساعتی سرسویی اوج این بارش معمولاً حدود ۳۰ است که البتّه نرخ ساعتی سرسویی اوج هر بارش شهابی تغییر می‌کند.

## منشأ
دنباله‌دار پ یا دنباله‌دار هالی منشأ هر دو بارش شهابی جبّاری و اتا دلوی است که هر دو بارش‌های شهابی چشمگیری هستند. دنباله‌دار هالی معمولاً حدود هر ۷۶ سال یک بار مدار کره زمین را قطع می‌کند.

## نگارخانه

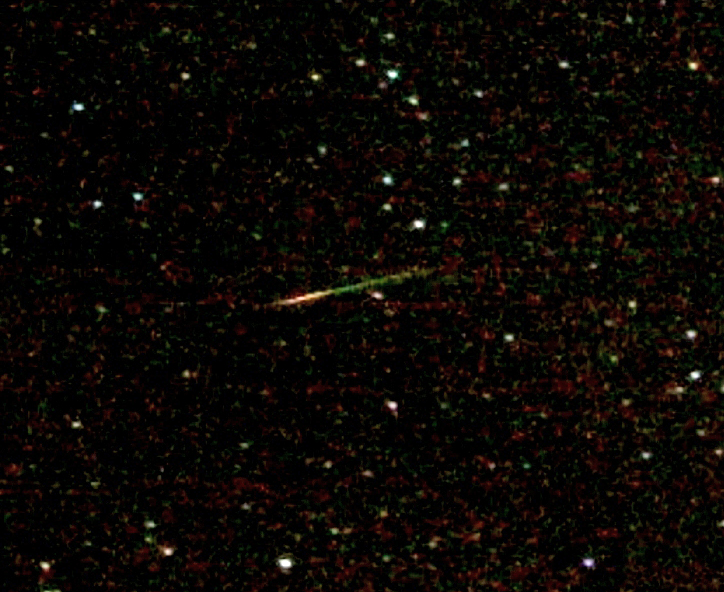
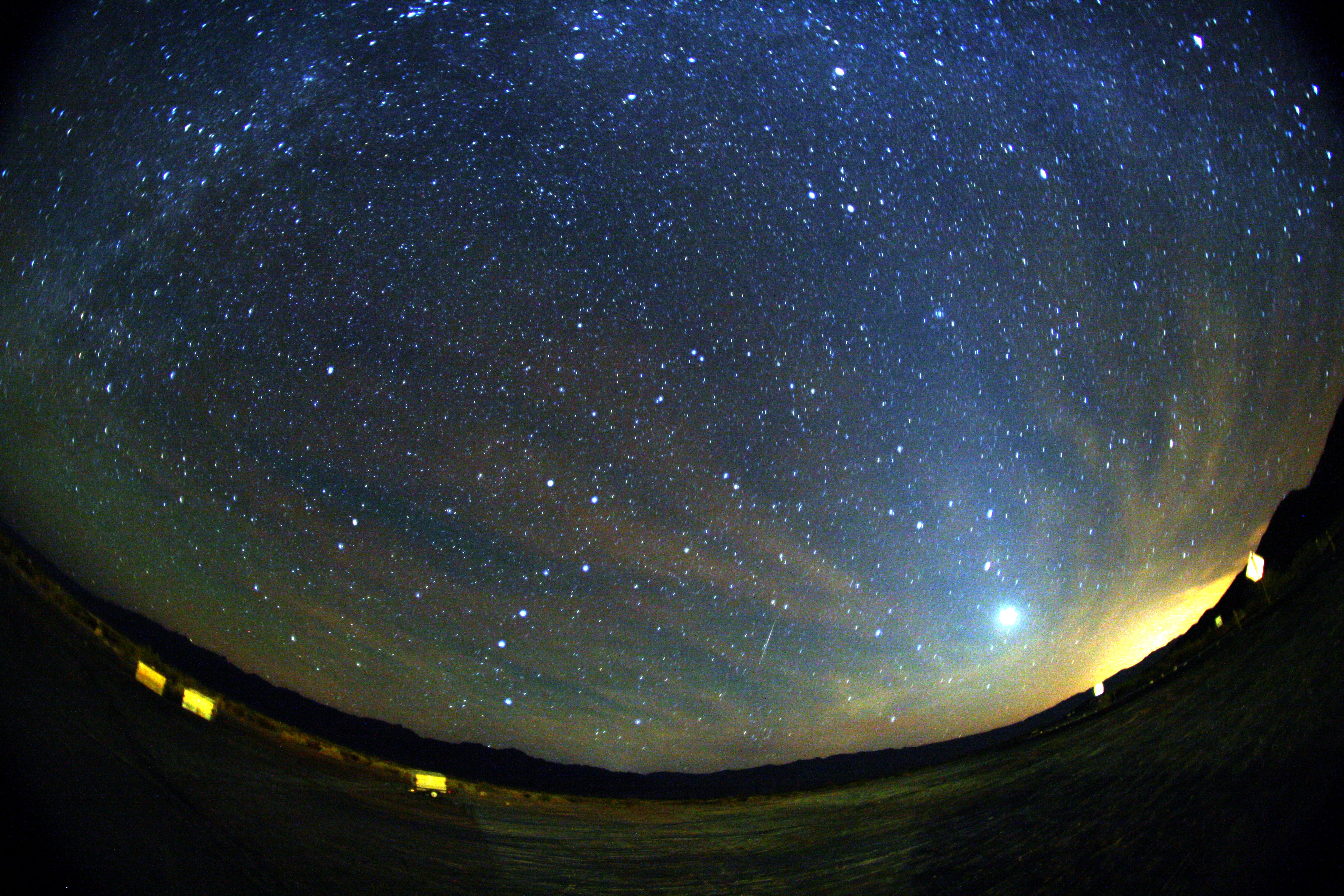
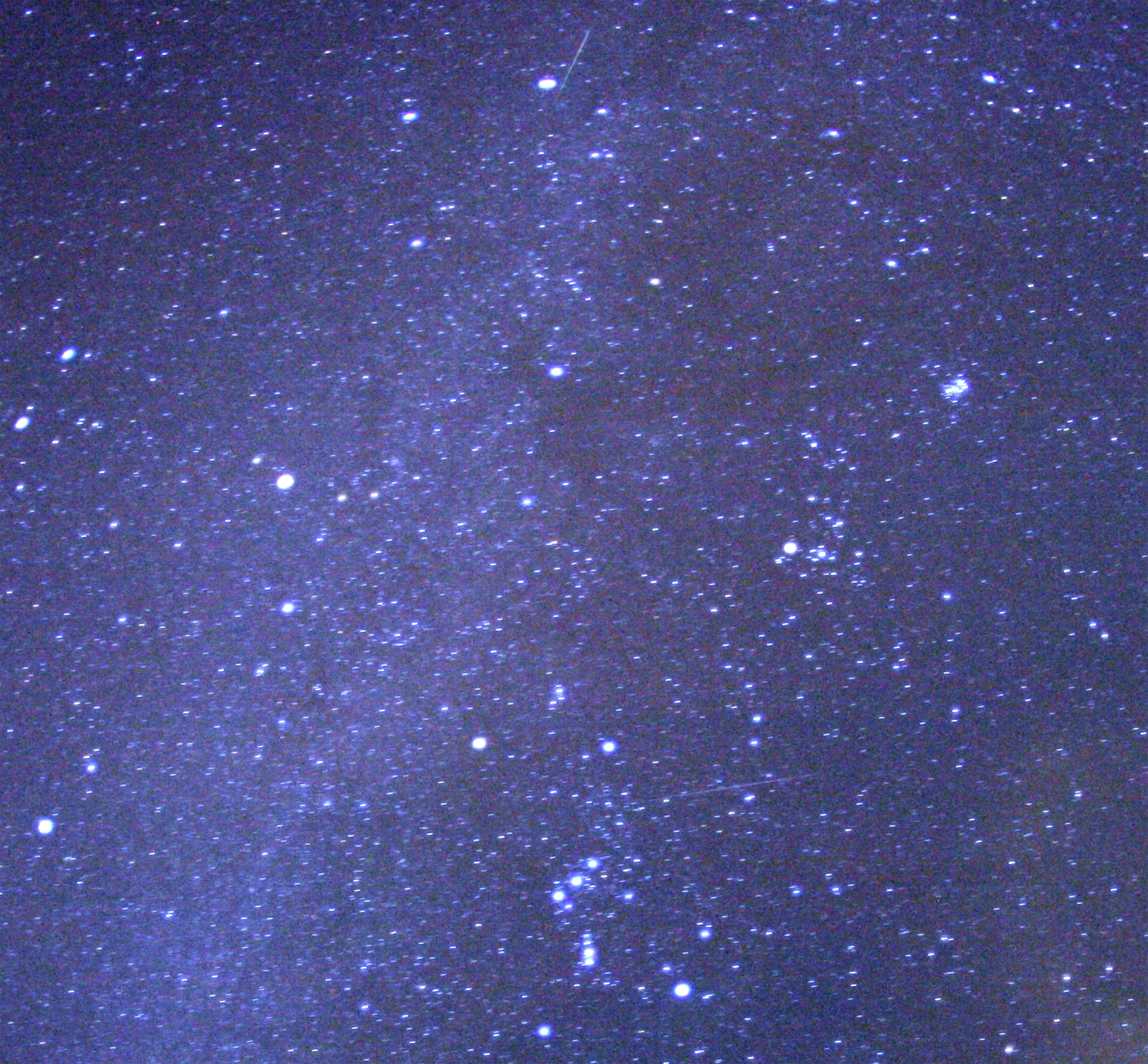
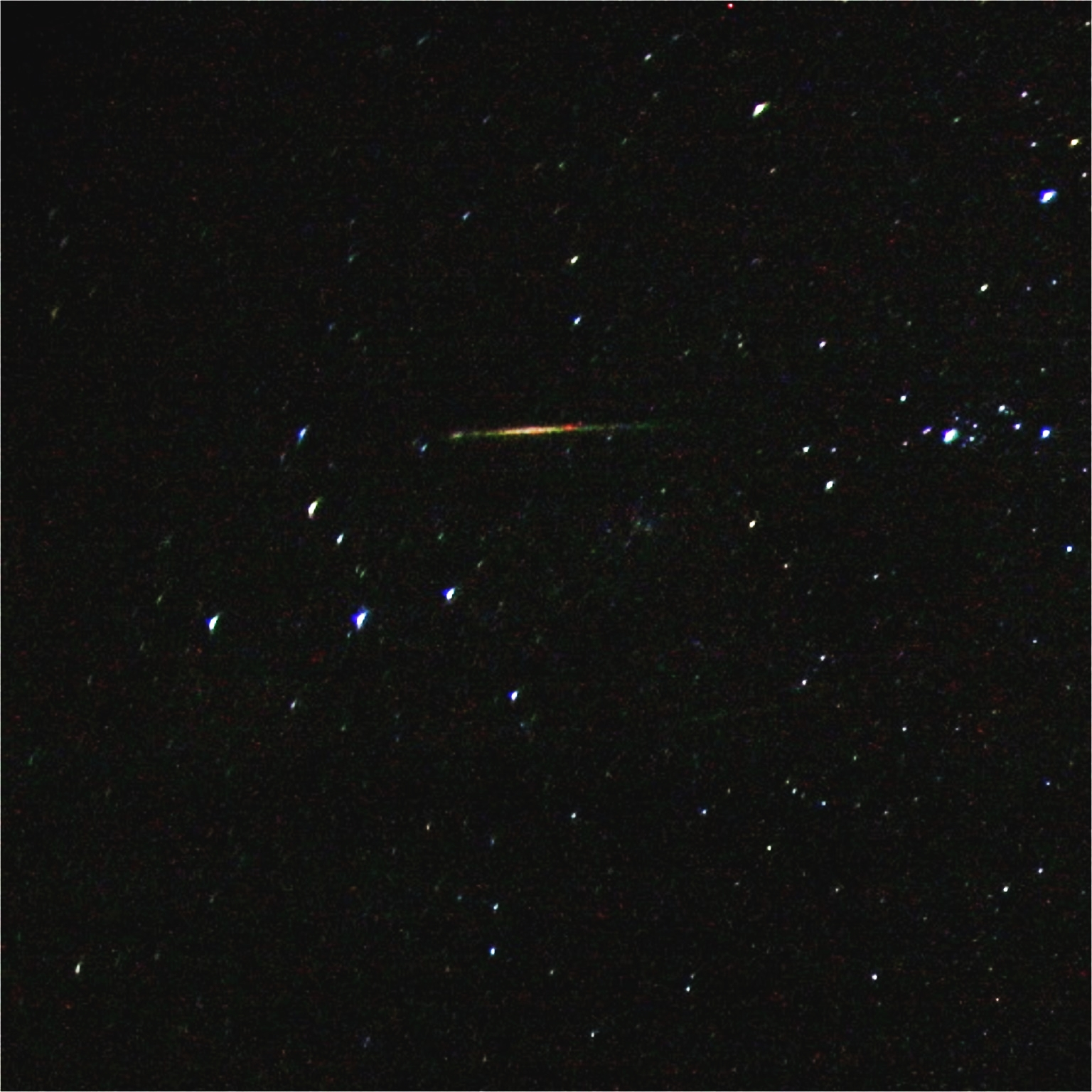
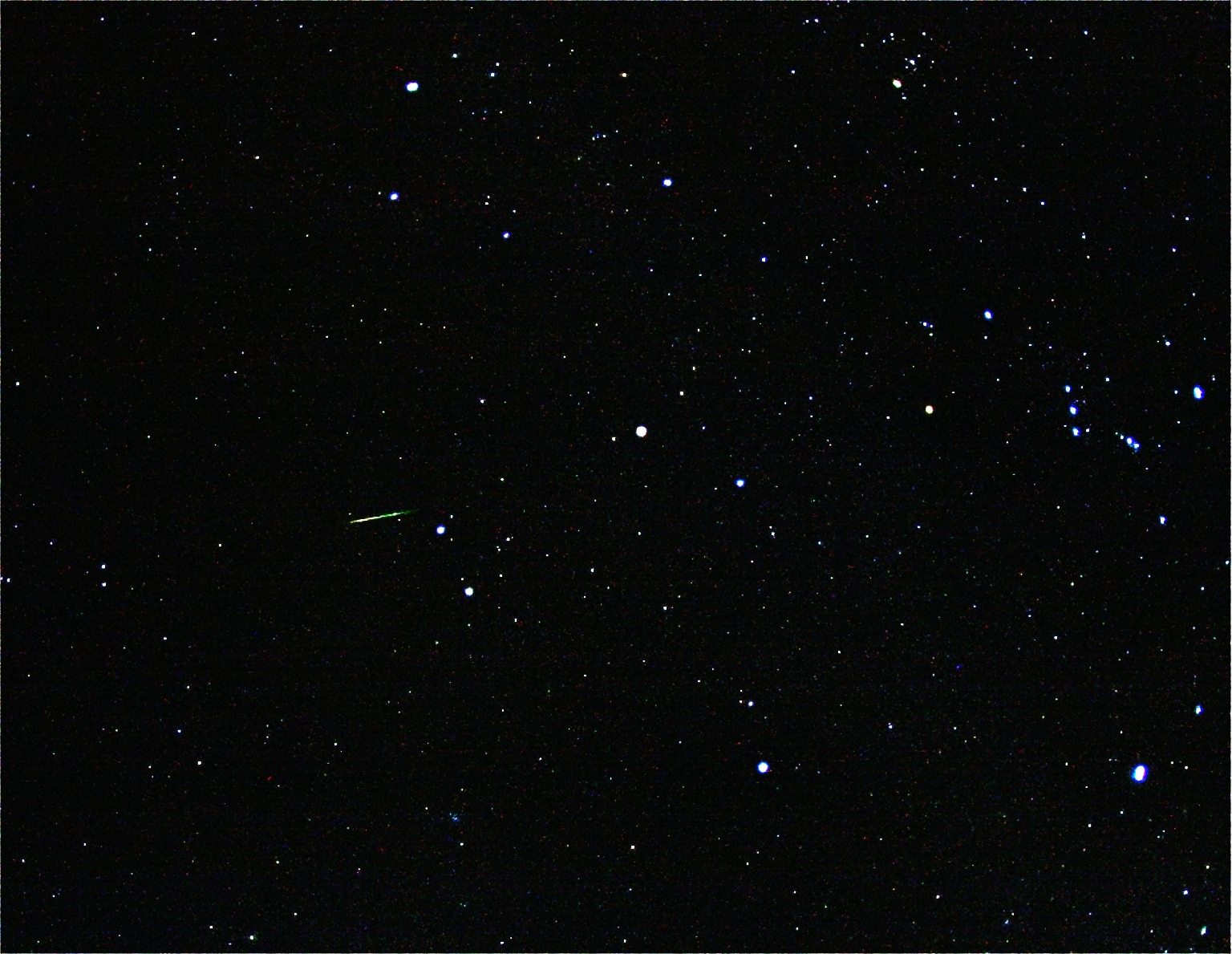
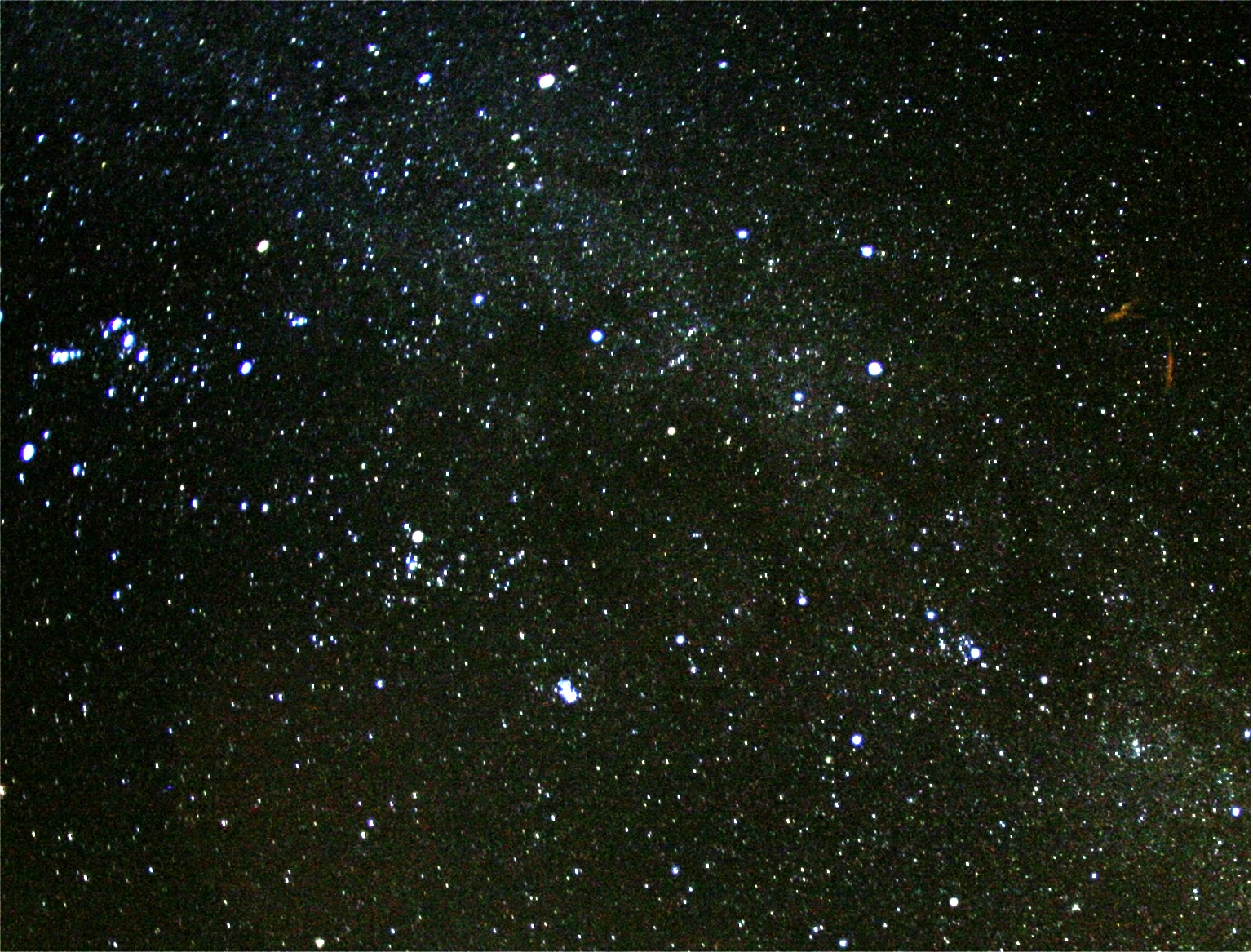